# Državna statistika
V Republiki Sloveniji izvajanje državne statistike ureja Zakon o državni statistiki. Ta določa, da je državna statistika strokovno neodvisna dejavnost izvajanja programa statističnih raziskovanj. Državna statistika zagotavlja organom in organizacijam javne uprave, gospodarstvu in javnosti (torej uporabnikom) podatke o stanju in gibanjih na ekonomskem, demografskem in socialnem področju ter na področju okolja in naravnih virov. Državna statistika zagotavlja tudi izpolnjevanje mednarodnih obveznosti Republike Slovenije s posredovanjem in izmenjavanjem statističnih podatkov z drugimi državami in mednarodnimi organizacijami. Osnovne naloge pri izvajanju dejavnosti državne statistike opravlja Statistični urad Republike Slovenije s pomočjo s pooblaščenih izvajalcev programa statističnih raziskovanj, poročevalskih enot ter s pridobivanjem statističnih podatkov iz uradnih in drugih administrativnih zbirk podatkov.
1. ↑  »Zakon o državni statistiki (ZDSta)«. pisrs. Pridobljeno 28. februarja 2018.